# Visspel

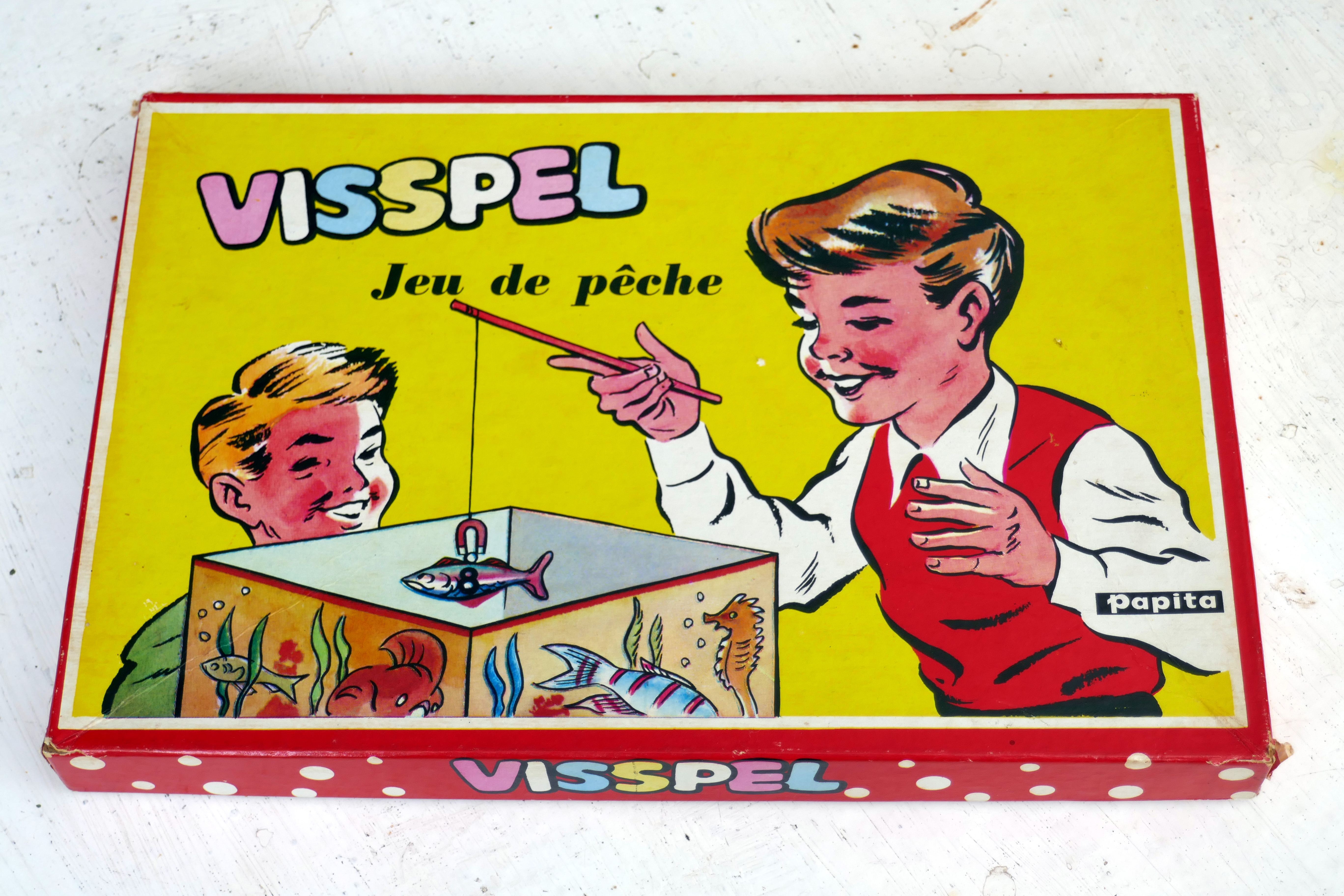
Oud visspel van Papita

Een visspel of hengelspel is een kinderspel waarbij de spelers om de beurt met een hengel kartonnen visjes moeten vangen. De visjes komen in een kartonnen 'aquarium' zodat ze voor de spelers niet te zien zijn. Aan het hengelsnoer zit een magneet en aan de visjes zitten metalen ringetjes of clips. De verschillende vissen hebben een bepaalde waarde en wie de meeste punten vangt, heeft gewonnen. Vaak zit er ook een oude schoen bij met nul punten.

## Variaties
Er zijn veel variaties op dit spel. De hengels kunnen in plaats van een magneet bijvoorbeeld een haakje hebben en de visjes een ringoogje. Op jaarmarkten kan men soms eendjes uit een kuip met water hengelen. Een andere jaarmarktattractie is een hengel met een ring, die om de hals van een frisdrankflesje moet worden gemanoeuvreerd.

## Geschiedenis
Een bedenker van dit spel is niet te achterhalen, omdat het spel al sinds het einde van de 19e eeuw bekend is en gemaakt wordt.